# Michael Auer (Fußballspieler)
Michael Auer (* 10. Juni 1983) ist ein österreichischer Fußballspieler.
Der Mittelfeldspieler begann in der Jugend bei der SK Stock Admira Linz am Bachlberg in Urfahr bei Linz. Beim Linzer ASK spielte er zunächst bei den Amateuren. Im September 2005 schaffte er den Durchbruch und stand erstmals in der Startaufstellung der Kampfmannschaft. 2006 wechselte er zur DSG Union Perg, ein Jahr später zum FC Blau-Weiß Linz.
2013 beendete Auer seine Karriere.